# Show TV
Show TV är en turkisk TV-kanal som ägs av Çukurova Holding. Kanalen grundades av affärsmännen Erol Aksoy och Haldun Simavi 1 mars 1992.